# منتخب اليابان لكرة اليد للسيدات
منتخب اليابان لكرة اليد للسيدات هو الممثل الرسمي لدولة اليابان في رياضة كرة اليد. شارك في بطولة العالم لكرة اليد للسيدات 17 مرة وكانت المشاركة الأولى في سنة 1962، كان أفضل مركز له فيها هو السابع. شارك في كرة اليد في الألعاب الأولمبية الصيفية مرة واحدة وكانت تلك المشاركة في سنة 1976. شارك في بطولة آسيا لكرة اليد للسيدات 13 مرة وكانت المشاركة الأولى في سنة 1987.